# Larry Reinhardt
Larry "Rhino" Reinhardt (7 de julio de 1948 - 2 de enero de 2012) fue un guitarrista de rock estadounidense quien tocaba con Iron Butterfly y Captain Beyond. En un momento, Reinhardt era conocido por los sobrenombres "El Rhino" y "Ryno".

## Iron Butterfly
Reinhardt y el cantante guitarrista Mike Pinera, del área de Tampa, reemplazaron al guitarrista de Iron Butterfly, Erik Brann. En 1970, Iron Butterfly lanzó un álbum que incluía a Reinhardt y Pinera, titulado Metamorphosis, que fue oficialmente acreditado a "Iron Butterfly con Pinera y Rhino".

## Captain Beyond
Reinhardt y el bajista de Iron Butterfly, Lee Dorman formaron Captain Beyond en 1971, reclutando a Bobby Caldwell, junto al exvocalista de Deep Purple, Rod Evans. Lanzaron su álbum debut, Captain Beyond, en Capricorn Records un año después. La banda grabó un álbum en vivo en 1973, Far Beyond A Distant Sun - Live Arlington, Texas, que no fue lanzado hasta 2002. Ese mismo año, Marty Rodríguez reemplazó a Caldwell en la batería, y se unió Reese Wynans. Sin embargo, la banda pronto se separó.

## Muerte
En enero de 2012, Reinhardt murió.El mítico guitarrista falleció debido a una infección respiratoria de la que no pudo sobreponerse. Contaba con 63 años.

## Bandas

### The Load
1969
- Sin álbumes

### The Second Coming
1969
- Sin álbumes (un sencillo con Steady Records)

### Iron Butterfly
1970-1971
- Metamorphosis, 1970.
- "Silly Sally", sencillo, 1971
- Evolution: The Best of Iron Butterfly, álbum de compilaciones, 1971.
- Light & Heavy: The Best of Iron Butterfly, álbum de compilaciones, 1993.

### Captain Beyond
1971-1974,1976–1978,1998–2002
- Captain Beyond, 1972.
- Far Beyond a Distant Sun – Live Arlington, Texas, 1973.
- Sufficiently Breathless, 1973
- Dawn Explosion, 1977

### Bobby Womack
1974
- Lookin' for a Love Again, 1974
  - Dos canciones: "Don't Let Me Down" / "I Don't Want To Get Hurt By Your Love Again".

### The Ryno Band
1977-1981
- Sin álbumes.

### Mad Dancer
1981
- Lost World
  - Reinhardt escribió tres canciones: "Still A Boy," "Serious," y "Such a Feeling."

### Robert Tepper
1991
- No Rest For The Wounded Heart, 1996.

### Solista
- Rhino's Last Dance, 2009
- Rhino and the Posse, Back in the Day, 2011[6]